# Rashed Hassan Saeed
Rashed Hassan Saeed (15 novembre 1973) è un ex calciatore emiratino, di ruolo attaccante.